# Памятник Ермаку (Новочеркасск)
Памятник Ермаку в Новочеркасске — скульптурное произведение в честь казачьего атамана, завоевателя Сибири — Ермака Тимофеевича. Памятник является объектом культурного наследия федерального значения.

## История памятника

### Работа над проектом
В 1870 году, который был годом празднования 300-летия войска Донского, 21 мая во время торжеств в Новочеркасске казаки в лице начальника Войскового штаба генерал-майора Леонова передали служебную записку Государю Наследнику Цесаревичу, Августейшему Атаману казачьих войск Александру Александровичу с прошением поставить в донской столице памятник легендарному завоевателю Сибири. В том же году последовало высочайшее разрешение на удовлетворение данного прошения и повеление об открытии подписки для сбора необходимых средств. Однако же подписка затянулась из-за войн, в которых участвовала Россия, в частности — войны на Балканах 1877—1878. Денежные средства в размере 92000 рублей собирались в течение 27 лет, остальную часть (порядка 40000) Войсковое правительство пожертвовало из своей казны. 
В 1889 г. учреждается специальная комиссия по сооружению памятника Ермаку в Новочеркасске. В неё вошли: заведующий горной и соляной частью войска Донского, меценат Владимир Вагнер, писатель и издатель газеты «Донской вестник» Алексей Карасев, городской инженер Борис Краснов и др. Комиссия разработала требования к проекту памятника, а в России объявили конкурс на лучшее исполнение памятника Ермаку. Было рассмотрено несколько проектов памятника.
Первым разработал проект памятника скульптор М. М. Антокольский в 1891 г., но этот проект не был одобрен. Первый проект скульптора М. О. Микешина, создавшего памятник «Тысячелетие России» в Новгороде (1862) также не утвердили, ввиду того, что казачий атаман Ермак возвышался над двуглавым царским орлом и сибирской короной. Макет данного варианта экспонируется ныне в музее истории Донского казачества.
М. О. Микешин предложил новый вариант памятника Ермаку, выполненный с учётом сделанных замечаний. Этот проект был принят комиссией в 1896 году, но в этом же году Микешин скончался. После нескольких лет поиска удалось привлечь к работе над памятником Ермаку ректора высшей художественной школы при Российской Академии художеств скульптора-академика В. А. Беклемишева.

### Строительство
6 мая 1903 г. на Соборной площади в Новочеркасске состоялась торжественная закладка по дополненному проекту В. А. Беклемишева памятника Ермаку. Возглавил торжество закладки Войсковой Наказной Атаман К. К. Максимович. Протоиерей Вознесенского кафедрального собора Г. Федоров освятил место закладки памятника, а строитель собора инженер-полковник, член комиссии по созданию памятника Ермаку К. Х. Лимаренко огласил надпись на закладной доске, которую в специальном металлическом футляре замуровали в основание памятника. Принимавшие в торжествах новочеркасцы засыпали цветами место закладки.
6 мая 1904 года, то есть ровно через год со дня закладки, состоялось торжественное открытие памятника Ермаку. Процессия Войскового круга с регалиями, боевыми знаменами торжественно прошла от Донского музея на площадь к памятнику донскому атаману. После провозглашения вечной памяти покорителю Сибири Войсковой наказной атаман К. К. Максимович вскрыл завесу с памятника Ермаку и присутствующие впервые увидели величественный образ Ермака, сжимающего в одной руке боевое знамя, а в другой — корону властителя покоренной им Сибири.

## Описание
Четырёхметровая скульптура установлена на гранитной глыбе. В левой руке у Ермака походное знамя, а в правой — царская шапка Сибирская, символизирующая покоренную Сибирь, преподносимую им государству Российскому. На лицевой стороне постамента надпись: «ЕРМАКУ ДОНЦЫ 1904 1581» (год установки памятника и год начала сибирского похода Ермака). На тыльной стороне постамента золотом начертаны слова: «Донскому Атаману Ермаку Тимофеевичу, покорителю Сибири от благодарного потомства. В честь трехсотлетия войска Донского. Окончил жизнь в волнах Иртыша 5 августа 1584 года». А ниже приведены слова русского историка М. М. Карамзина: «Россия, история и церковь гласят Ермаку вечную память». Постамент окружают массивные цепи на гранитных опорах.